# Erol Bilgin
Erol Bilgin (Kütahya, Turquía, 20 de febrero de 1987) es un levantador de pesas turco, que en la categoría de hasta 62 kg consiguió ser medallista de bronce mundial en 2010.

## Carrera deportiva
En el Campeonato Mundial de 2010 celebrado en Antalya (Turquía) ganó la medalla de bronce en la categoría de hasta 62 kg levantando un total de 314 kg, siendo superado por el norcoreano Kim Un-guk (oro con 320 kg) y por el chino Zhang Jie (plata con 315 kg).